# Gute alte Zeit
Gute alte Zeit ist das zehnte Mixtape des Hamburger Rappers Samy Deluxe. Es wurde am 10. Oktober 2014 über die Labels Deluxe Records und Universal Music veröffentlicht.

## Covergestaltung
Das Albumcover ist in Beige und Schwarz gehalten und zeigt das Röntgenbild einer Hand, die zwei Finger zu einem Victory-Zeichen ausstreckt. Im oberen Teil befindet sich der Schriftzug Samy Delvxe (mit dem Buchstaben V statt U) und im unteren Teil stehen der Titel Gute alte Zeit sowie der Schriftzug Mixtape in Schwarz. Rechts im Bild befindet sich außerdem der Schriftzug Mixed by DJ Mixwell and Mirko Machine. Die gesamte Illustration erinnert an die Form einer Schallplatte.

## Gastbeiträge
Auf fünf Liedern des Mixtapes sind neben Samy Deluxe andere Künstler vertreten. So ist der Rapper Eko Fresh am Song Bandsalat beteiligt, während der Sänger Flo Mega auf Hustensaft zu hören ist. Der Track So schön ist eine Kollaboration mit den Rappern Megaloh und Afrob, und bei Gold hat der Sänger Matteo Capreoli einen Gastauftritt. Außerdem arbeitet Samy Deluxe auf Session mit den Rappern Nico Suave, John Known und Bengio zusammen.

## Titelliste
| #  | Titel                    | Gastmusiker                    | Länge |
| -- | ------------------------ | ------------------------------ | ----- |
| 1  | Gutes altes Intro        |                                | 1:35  |
| 2  | Gold                     | Matteo Capreoli                | 2:48  |
| 3  | Bandsalat                | Eko Fresh                      | 4:43  |
| 4  | Beatbox Skit             |                                | 1:21  |
| 5  | Hustensaft               | Flo Mega                       | 2:52  |
| 6  | Session                  | Nico Suave, John Known, Bengio | 4:49  |
| 7  | Gute alte Zeit           |                                | 3:54  |
| 8  | Hard Times               |                                | 3:52  |
| 9  | Rapper sagen Yo          |                                | 2:28  |
| 10 | Großstadt Geflüster Skit |                                | 0:50  |
| 11 | Plattenregal             |                                | 3:42  |
| 12 | Wisst bescheid           |                                | 3:22  |
| 13 | So schön                 | Megaloh, Afrob                 | 5:39  |
| 14 | Gutes altes Outro        |                                | 1:41  |

## Chartplatzierungen und Videos
Gute alte Zeit stieg am 24. Oktober 2014 auf Platz 12 in die deutschen Albumcharts ein und verließ die Top 100 in der folgenden Woche wieder. In Österreich erreichte das Mixtape Rang 37 und in der Schweiz Position 27.
Am 6. Oktober 2014 wurde ein Musikvideo zum Lied Rapper sagen Yo veröffentlicht.

## Rezeption
| Professionelle Bewertungen | Professionelle Bewertungen |
| -------------------------- | -------------------------- |
| Kritiken                   |                            |
| Quelle                     | Bewertung                  |
| laut.de                    | [ 4 ]                      |

Dani Fromm von laut.de bewertete das Mixtape mit nur einem von möglichen fünf Punkten. Es mangele sowohl an „Inhalt“, als auch an „Technik, Flow und Witz“. Die Texte bestünden größtenteils aus „gestrigem, rückwärtsgewandten, undifferenziertem Quatsch“ und Samy Deluxe würde nur „seinem eigenen Denkmal“ huldigen, ohne „Geschichten, interessante Reime oder Erkenntnisgewinn“ zu liefern. Lediglich der Song So schön hebe sich etwas positiver vom Rest des Albums ab.